# Liste von Persönlichkeiten der Stadt Tachov
Die Liste der Persönlichkeiten der Stadt Tachov in Tschechien enthält Personen, die in der Geschichte der Stadt Tachov (deutsch Tachau) eine bedeutende Rolle gespielt haben. Es handelt sich dabei um Persönlichkeiten, die hier geboren oder gestorben sind oder hier gewirkt haben.

## Ehrenbürger
- Franz Rumpler (1848–1922), Genremaler

## Söhne und Töchter der Stadt
Die folgenden Personen sind in Tachov bzw. Tachau oder den heutigen Ortsteilen der Stadt geboren. Ob sie ihren späteren Wirkungskreis hier hatten oder nicht, ist dabei unerheblich.

### Persönlichkeiten des Mittelalters und der Frühen Neuzeit

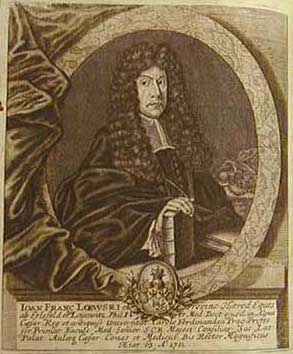
Johann Franz Ritter Loew von Erlsfeld (1711)

- Georg I. Engel, Abt des Klosters Waldsassen von 1494 bis 1512
- Georg III. Agmann († 1547), von 1531 bis 1537 Abt des Klosters Waldsassen
- Johann Franz Ritter Loew von Erlsfeld (1648–1725), Arzt und Jurist, wurde durch Kaiser Leopold I. im Jahre 1685 in den Adelstand mit dem Prädikat Ritter von Erlsfeld erhoben
- Johann Kugler SJ (1654–1721), 1672 Eintritt in den Jesuitenorden, Lehrer für Philosophie, Theologie, kanonisches Recht und Humaniora, Katechet, langjähriger Dekan der theologischen Fakultät Prag und danach der Universitäten Olmütz und Breslau
- Elias Dollhopf (1703–1773), Freskenmaler und Bürgermeister von Schlaggenwald
- Anton Gartner (1721–1771), Orgelbauer
- Franz Adam Gartner (1739–1785?), Orgelbauer
- Vinzenz Gartner (1748–1820), Orgelbauer
- Heinrich Schödl (1777–1838), Miniaturmaler
- Joseph Gartner (1778–1832), Orgelbauer
- Josef Gartner (1796–1863), Orgelbauer

### Persönlichkeiten des 19. Jahrhunderts
- Karl Joseph Kreutzberg (1802–1870), Volkswirtschaftler
- Franz Xaver Knapp (1809–1883), Maler, Illustrator und Klavierlehrer
- Simon Heller (1843–1922), Blindenlehrer[1]
- Franz Rumpler (1848–1922), Genremaler und Professor an der Akademie für bildende Künste in Wien
- Wenzl Weis (1858–1929), österreichischer Fotograf und Verbandsfunktionär
- Eduard Koerner (1863–1933), Politiker und Jurist, war Abgeordneter zum Österreichischen Abgeordnetenhaus und Abgeordneter zum Böhmischen Landtag
- Maximilian Schornstein (1870–1949), Theologe
- Ernst Swoboda (1879–1950), Jurist und Hochschullehrer
- Rosa Steinhart (1885–1943), jüdische Kauffrau
- Rudolf Böttger (1887–1973), Maler
- Josef Kugler (1896–1958), Kapellmeister und Chordirektor
- Josef Dobner (1898–1972), Bildhauer

### Persönlichkeiten des 20. Jahrhunderts

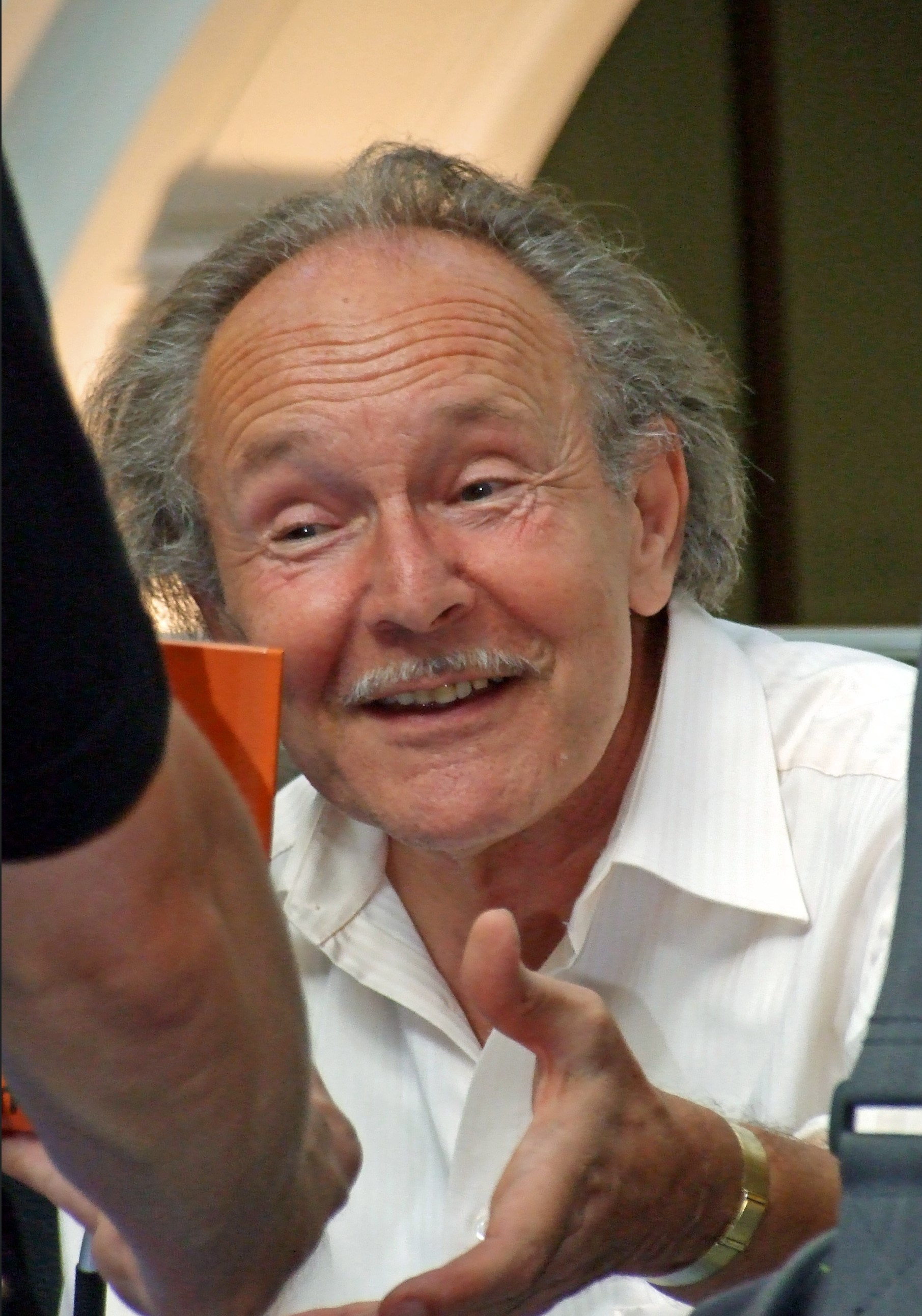
Peter Kurzeck (2008)

- John Hans Adler (1912–1980), US-amerikanischer Entwicklungsökonom
- Peter Kurzeck (1943–2013), Schriftsteller
- Adolf Spotka (1943–2019), Wirtschaftsingenieur und Politiker (CDU), MdL Sachsen-Anhalt
- Günter Neubauer von Knobelsdorff (* 1944), Maler, Grafiker und Fotograf
- Rainer Roth (* 1944), Sozialwissenschaftler

## Personen, die in Tachov (Tachau) verstorben sind

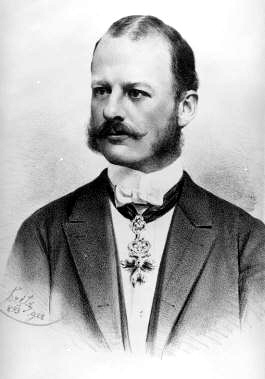
Alfred III. zu Windisch-Grätz (um 1910)

- Alfred II. Josef Nikolaus Guntram Fürst zu Windisch-Grätz (1819–1876), Berufsoffizier und Großgrundbesitzer
- Alfred (III.) August Karl Maria Wolfgang Erwin Fürst zu Windisch-Graetz, Freiherr von Waldstein und im Thal (1851–1927), österreichischer Politiker und k.k. Ministerpräsident. Weiters war er Erblandstallmeister im Herzogtum Steiermark und Standesherr im Königreich Württemberg.

## Personen mit Bezug zur Stadt
- Sigismund Scherertz (1584–1639), Geistlicher und Schriftsteller, Schulleiter und Pfarrer vor Ort
- Johann Philipp Husmann Reichsfreiherr von Namedy und Riolsburg († 1651), kaiserlicher Oberst zur Zeit des Dreißigjährigen Krieges, kaufte 1623 die Stadt
- Adam Philipp Losy von Losinthal (1705–1781), Staatsmann, Musiker und Generalbaudirektor, Besitzer der Herrschaft Tachau